# Partido di Ramallo
Il partido di Ramallo è un dipartimento (partido) dell'Argentina facente parte della provincia di Buenos Aires. Il capoluogo è Ramallo.